# Jingle Jangle (álbum de The Archies)
Jingle Jangle é o terceiro álbum de estúdio lançado pelo The Archies, uma banda de bubblegum pop do universo de quadrinhos da Archie Comics. Foi produzido por Jeff Barry. É o primeiro álbum lançado pela gravadora Kirshner Records. O álbum apresenta o hit "Jingle Jangle". Essa música chegou ao número 10 na Billboard Hot 100. O álbum atingiu o número 125 na parada da Billboard Top Lps chart.

## Listas de músicas
| N.º | Título                          | Duração |  |
| 1.  | "Jingle Jangle"                 | 2:41    |  |
| 2.  | "Everything's Alright"          | 2:16    |  |
| 3.  | "She's Putting Me Thru Changes" | 2:16    |  |
| 4.  | "Justine"                       | 2:14    |  |
| 5.  | "Whoopee Tie Ai A"              | 2:10    |  |
| 6.  | "Nursery Rhyme"                 | 2:32    |  |
| 7.  | "Get on the Line"               | 2:31    |  |
| 8.  | "You Know I Love You"           | 2:14    |  |
| 9.  | "Señorita Rita"                 | 2:27    |  |
| 10. | "Look Before You Leap"          | 2:14    |  |
| 11. | "Sugar and Spice"               | 2:03    |  |
| 12. | "Archie's Party"                | 2:11    |  |